# Адельсон, Мириам
Мириам Адельсон (девичья фамилия Фарбштейн; родилась 10 октября 1945 года) — израильско-американский врач, американская предпринимательница и политический донор.
Она и её муж Шелдон Адельсон (была замужем с 1991 года до его смерти в 2021 году), стали филантропами через Фонд Адельсона, жертвуя на еврейские и израильские нужды. Мириам Адельсон — сторонница Дональда Трампа, который наградил её Президентской медалью Свободы (2018). Адельсон была крупным спонсором президентской кампании Трампа, а также его президентской инаугурации 2017 года и его фонда правовой защиты от расследования Мюллера о российском вмешательстве .
После смерти мужа Мириам стала владелицей корпорации Las Vegas Sands. В настоящее время Мириам Адельсон:
- издательница газеты Исраэль хайом
- владелица (вместе со своей семьей) Las Vegas Review-Journal
- владелица контрольного пакета акций баскетбольной команды «Даллас Маверикс» (совместно со своим зятем Патриком Дюмоном).

По данным Forbes, по состоянию на 2024 год её состояние оценивается в 32 миллиарда долларов, что делает её 53-м самым богатым человеком, а также самой богатой израильтянкой в мире и восьмой самой богатой женщиной в Америке.

## Ранняя жизнь и медицинская карьера
Мириам Фарбштейн родилась в Тель-Авиве, подмандатной Палестине, в 1945 году. Родители бежали в Палестину из Польши до Холокоста. Её отец был видным членом МАПАМ, левой политической партии в Израиле. В 1950-х годах семья обосновалась в Хайфе, где отец владел и управлял несколькими кинотеатрами.
Мирьям отучилась в еврейской школе Reali 12 лет, после чего отслужила обязательную военную службу в качестве офицера медицинской службы в Нес-Ционе. Получила степень бакалавра наук по микробиологии и генетике в Еврейском университете в Иерусалиме, далее получила медицинскую степень, окончив с отличием медицинский факультет Тель-Авивского университета.
Работала главным терапевтом в отделении неотложной помощи в больнице Хадасса в Тель-Авиве. После развода с первым мужем (1986) поступила в Рокфеллеровский университет на должность младшего врача, специализирующегося на наркозависимости. Там её наставницей и сотрудницей стала Мэри Джин Крик, известная разработкой метадоновой терапии для лечения героиновой зависимости.
В 1993 году основала центр по лечению наркозависимости и исследовательскую клинику. Семь лет спустя в Лас-Вегасе была открыта исследовательская клиника доктора Мириам и Шелдона Г. Адельсон. За время своей карьеры она опубликовала множество научных работ по теме наркозависимости и была приглашенным исследователем в Университете Рокфеллера.

## Благотворительность

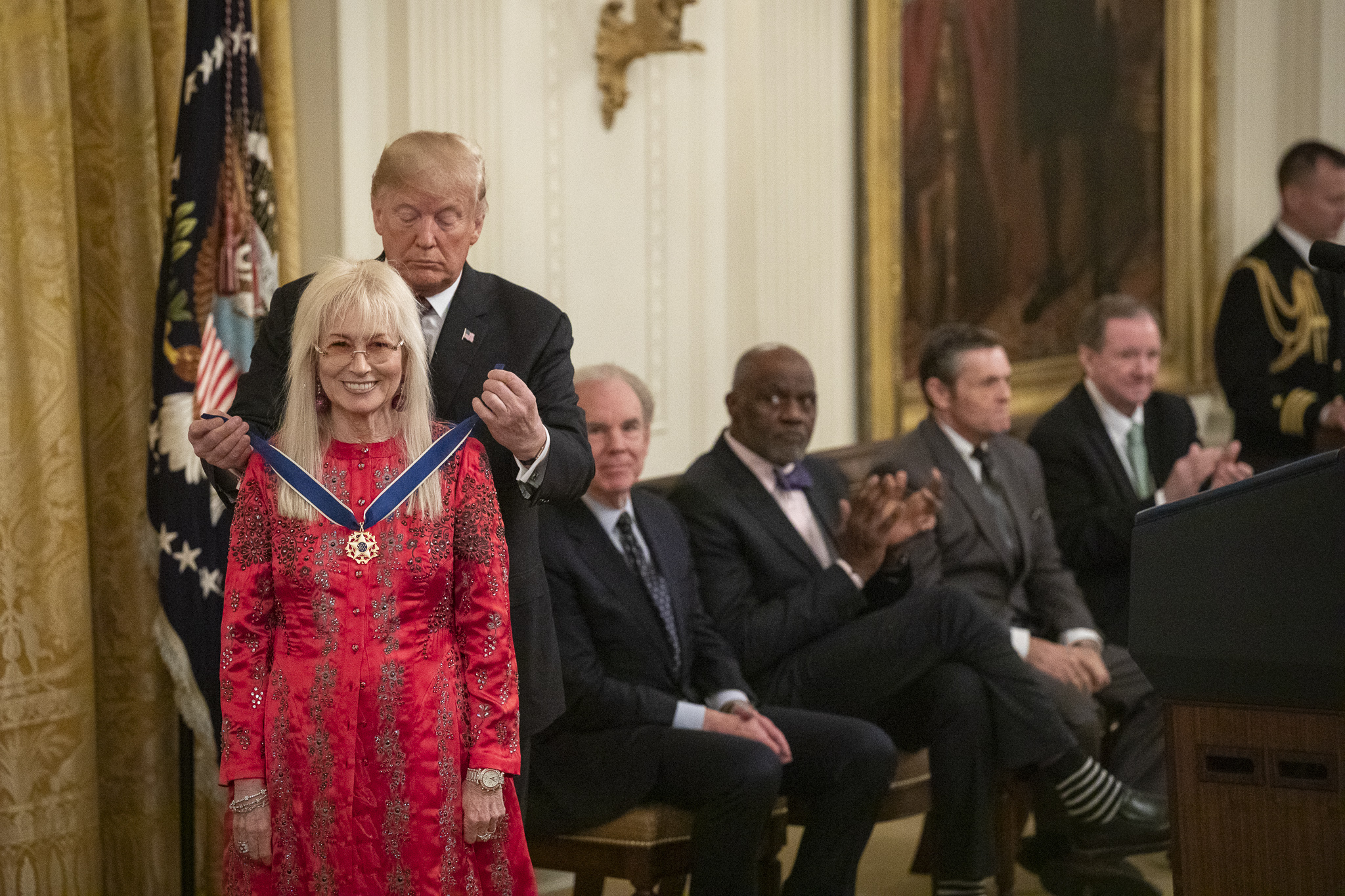
Дональд Трамп вручает Медаль Свободы Мирьям Адельсон

Семья Адельсон стала филантропами, в первую очередь через Фонд Адельсона, и политическими мегаспонсорами. В 2008 году супруги получили от Международного научного центра имени Вудро Вильсона Смитсоновского института премию Вудро Вильсона за корпоративную гражданскую позицию.
В июле 2024 года Адельсон пожертвовала 3 миллиона долларов Ихуд хацала, израильской волонтёрской организации экстренной медицинской помощи, для приобретения 76 мотоциклов и машин скорой помощи, а также двух автомобилей экстренной помощи.
В 2013 году Адельсон стала почётной гражданкой Иерусалима. Она была одним из заместителей председателя по финансам на инаугурации Дональда Трампа (2017). В 2018 году Дональд Трамп наградил её Президентской медалью Свободы.

## Бизнес-проекты
В 2018 году Адельсон была назначена издателем израильской газеты Исраэль хайом. Она также является голосующим членом совета попечителей Университета Южной Калифорнии. После смерти мужа, Шелдона Адельсона (2021), она стала владелицей казино-компании Las Vegas Sands, которую он основал. Она остается основным владельцем Las Vegas Sands, которой управляет вместе со своей семьёй.
Совет управляющих НБА единогласно одобрил продажу Адельсон и её зятю Патрику Дюмону (2023) контрольного пакета акций «Даллас Маверикс» Национальной баскетбольной ассоциации. Дюмон стал губернатором «Маверикс» и представителем в Совете управляющих НБА. У семей Адельсон-Дюмон в собственности —69 % акций команды, а доля предыдущего контролирующего владельца Марка Кьюбана была сокращена до 27 %.

## Политические взгляды и деятельность

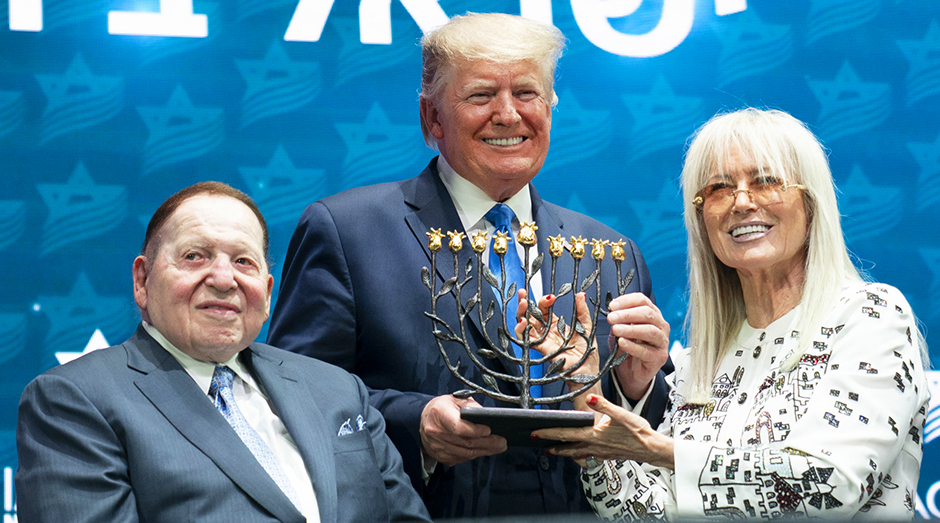
С мужем и Дональдом Трампом (2019)

Адельсон активно жертвует средства на американскую политику, в основном на проекты, связанные с Республиканской партией. Она стала крупнейшей женщиной-донором на выборах в США в 2012 году, по данным Politico, пожертвовав 46 миллионов долларов.
Покупка контрольного пакета акций Dallas Mavericks привела Адельсон к выступлению за большую легализацию азартных игр в Техасе с целью строительства казино в штате.

### Поддержка Израиля
Раввин Шмулей Ботеах описал её как возможно, самую гордую еврейку, которую он встречал. Будучи убежденной сторонницей Израиля, она сказала, что её сердце принадлежит этой стране и что она «застряла» в Америке после встречи со своим мужем. Ей приписывают влияние на мужа в свете политических взглядов на Израиль, и инициирование благотворительности для Израиля. Адельсон оказывает финансовую поддержку Сионистской организации Америки, музею Холокоста и мемориалу Яд Вашем в Иерусалиме, а также различным американским группам, которые собирают средства для израильской армии.
В ответ на нападение на Израиль, совершенное ХАМАС 7 октября 2023 года, Адельсон опубликовала в Forbes Israel статью под названием «Мёртв для нас», осудив про-палестинские протесты, прокатившиеся по разным западным городам и странам и назвав протестующих не критиками, но врагами.

### Поддержка Дональда Трампа
После 2016 года Мириам Адельсон начала активно поддерживать Дональда Трампа, став, вместе с мужем, крупнейшим донором Трампа на предвыборной кампании 2016 года, президентской инаугурации, для защиты от расследования Мюллера о российском вмешательстве, на кампании 2020 и 2024 года. Поддержка Трампа на президентских выборах в США в 2024 году вылилась, согласно изданию Politico, в 90 миллионов долларов в Super PAC. В это время на счету кампании Байдена было 84 миллиона долларов наличными, а на счету Трампа — 49 миллионов долларов (без учёта средств PAC). Мириам Адельсон обещала выделить 100 миллионов долларов на предвыборную кампанию в случае поддержки Трампом аннексии Израилем Западного берега.
Она написала, что Трамп заслуживает «Книги Трампа» в Библии из-за его поддержки Израиля. Она добивалась помилования Авиема Селлы, который шпионил против Америки. Адельсон написала, что «израильтяне и гордые евреи должны выразить Дональду Трампу свою благодарность».

## Личная жизнь
Мириам первый раз вышла замуж за Ариэля Оксхорна, также врача, от которого родила двоих детей. К 1986 году они развелись. Она познакомилась с Шелдоном Адельсоном в 1989 году, во время учёбы в Рокфеллеровском университете, и свадьба состоялась в 1991 году. От второго мужа родила двоих сыновей, Адама (р. 1997) и Матана (р. 1999). Матан владеет БК Хапоэль Иерусалим (с 2023 года).
Второй муж Мириам, Шелдон Адельсон, умер в 2021 году

## Размер состояния
После смерти мужа Мириам Адельсон вошла в число самых богатых людей в мире. Forbes оценил её состояние:
- 38,2 млрд долларов (2021)[40]
- в 27,5 млрд долларов (2022)[41]
- 35 млрд долларов (2023)[42]
- 32 миллиарда долларов (2024)

Согласно Forbes Адельсон:
- самая богатая израильтянка
- 53-й самый богатый человек в мире
- самый богатый человек в штате Невада[1][43][44]
- входит в десятку самых богатых женщин Америки в 2023 и 2024 годах (пятое и восьмое место соответственно)[3][45].

По данным индекса миллиардеров Bloomberg на июль 2024 года чистый капитал Адельсон составил 31,7 млрд долларов, а четыре месяца спустя он увеличился до 37,5 млрд долларов.

## Награды и признание
- Президентская медаль Свободы, врученная президентом Дональдом Трампом (2018)[13]
- Почётный доктор Тель-Авивского университета (2007)[38]
- Международный центр ученых имени Вудро Вильсона, премия имени Вудро Вильсона за корпоративное гражданство

## Дальнейшее чтение
- Binkley, Christina (7 января 2019). Meet Dr Miriam Adelson: the record-breaking Republican donor driving Trump's Israel policy. The Guardian (англ.). ISSN 0261-3077. Дата обращения: 15 апреля 2020.